# Покровське сільське поселення (Сорокинський район)
Покро́вське сільське поселення (рос. Покровское сельское поселение) — муніципальне утворення у складі Сорокинського району Тюменської області, Росія.
Адміністративний центр — село Покровка.

## Історія
2004 року до складу сільського поселення увійшла територія ліквідованої Калиновської сільради (село Калиновка). Присілок Петропавловка був ліквідований 2011 року.

## Населення
Населення — 339 осіб (2020; 368 у 2018, 462 у 2010, 706 у 2002).

## Склад
До складу поселення входять такі населені пункти:
| Населений пункт         | Населення, осіб (2002) | Населення, осіб (2010) |
| ----------------------- | ---------------------- | ---------------------- |
| Калиновка, село         | 269                    | 168                    |
| Петропавловка, присілок | 12                     | 0                      |
| Покровка, село          | 328                    | 243                    |
| Преображенка, присілок  | 97                     | 51                     |